# Хиршвальд (природный парк)
Природный парк Хиршвальд (нем. Naturpark Hirschwald) — баварский природный парк в округе Амберг-Зульцбах в Верхнем Пфальце и городе Амберг.

## Описание
Природный парк Хиршвальд занимает площадь 277,60 км². Он расположен на севере Франконских Альб и на севере города Амберг. Через парк протекает река Лаутерах.
Часть земель природного парка находятся под управлением муниципалитетов Энсдорф, Хоэнбург, Кастль, Кюммерсбрукк, Риден, Урзензоллен и Шмидмюлен.
В Хиршвальде находится один из двухпитомников в Германии, где обитает большой подковонос.

## История
Хиршвальд был основан 18 декабря 2006 года как 17-й природный парк Баварии. Он управляется ассоциацией Naturparkverein Hirschwald eV.
В пределах природного парка находилась незаселенная территория Хиршвальд, площадью 19,5643 км², входившая в муниципалитет Энсдорф.
1 сентября 2015 Хиршвальд был разделен между муниципалитетами Энсдорф, Хоэнбург, Кюммерсбрукк и Урзензоллен решением правительства Верхнего Пфальца.